# San Miguel de la Ribera
San Miguel de la Ribera est une municipalité espagnole de la communauté autonome de Castille-et-León et de la province de Zamora. En 2021, elle compte 287 habitants.